# Donald Finlay
Donald Finlay   (Christchurch, 27 de maig de 1909 - Great Missenden, 19 d'abril de 1970) també conegut amb el nom de Don Finlay, fou un atleta britànic, guanyador de dos medalles olímpiques. Durant la Segona Guerra Mundial fou membre de la Royal Air Force.

## Carrera esportiva
Va participar, als 23 anys, en els Jocs Olímpics d'Estiu de 1932 realitzats a la ciutat de Los Angeles (Estats Units), on va aconseguir guanyar la medalla de bronze en la prova dels 110 metres tanques, i finalitzà sisè en la prova de relleus 4x100 metres. En els Jocs Olímpics d'Estiu de 1936 realitzats a Berlín (Alemanya nazi) aconseguí guanyar la medalla de plata en els 110 metres tanques, però fou eliminat en primera ronda dels relleus 4x100 metres llisos.
Després de la Segona Guerra Mundial participà en els Jocs Olímpics d'Estiu de 1948 celebrats a Londres (Regne Unit) fou l'encarregat de realitzar el Jurament Olímpic per part dels atletes en la cerimònia inaugural i fou eliminat en primera ronda dels 110 metres tanques als 39 anys.
Al llarg de la seva carrera aconseguí guanyar una medalla d'or en el Campionat d'Europa d'atletisme i en els Jocs de l'Imperi Britànic en els 110 metres tanques i 120 iardes tanques respectivament.

## Carrera militar
Membre de la Royal Air Force durant la Segona Guerra Mundial, va participar en diversos esquadrons durant la batalla d'Anglaterra, motiu pel qual fou recompensat posteriorment amb la Creu dels Vols Distingits.